# EuroVelo1
EuroVelo1, nazývaná také EV 1 – Trasa po pobřeží Atlantiku nebo anglicky EuroVelo 1 – The Atlantic Coast Route a značená také EV 1, je mezinárodní evropská cyklistická trasa, která vede z norského Nordkappu do města Valença v Portugalsku. Celková délka trasy je 10 650 kilometrů a patří do sítě evropských cyklotras EuroVelo. Prochází celkem 6 zeměmi - Norskem, Spojeným královstvím, Irskem, Francií, Španělskem a Portugalskem.

## Trasa
Po cestě se potkává s několika dalšími cyklotrasami EuroVelo. V Norsku je to EV3, EV7, EV11 a EV12. Ve Spojeném království EV1 a EV12. V Irsku EV2. Ve Francii EV1, EV4 a EV6. Ve Španělsku EV3.

### Části přerušené vodou
Trasa je několikrát přerušená vodní plochou, kterou není možné přejet na mostě. Mezi Norskem a Spojeným královstvím se nachází Severní moře. Mezi Spojeným královstvím a Irskem je Irské moře. Mezi Spojeným královstvím a Francií se nachází Lamanšský průliv. Ten lze kromě lodě překonat také železniční dopravou v Eurotunelu.
Od roku 2008 skončila lodní osobní přeprava mezi Norskem a Spojeným královstvím. Tuto trasu tedy lze překonat pouze letecky.